# 8152-es mellékút (Magyarország)
A 8152-es számú mellékút egy négy számjegyű mellékút Győr-Moson-Sopron vármegye keleti részén, egy szakaszán Győr-Moson-Sopron és Komárom-Esztergom vármegyék határvonalán.

## Nyomvonala
Győr-Moson-Sopron vármegyében, Nagyszentjános és Gönyű határa közelében, de nagyszentjánosi területen ágazik ki az 1-es főútból, annak 108+150-es kilométerszelvényénél, dél-délkelet felé. Két kilométer megtétele után éri el Nagyszentjános házait és a harmadik kilométere körül annak központját, ahol Fő utca néven halad. A 3+550-es kilométerszelvényénél keresztezi a Budapest–Hegyeshalom–Rajka-vasútvonalat, előtte néhány méterrel kiágazik belőle nyugat felé a vasútállomásra vezető, alig több mint 200 méter hosszú 81 331-es út (települési nevén Vasút utca). A vasút keresztezése után, azon a rövid, pár száz méteres szakaszon, amíg még a falu belterületén húzódik, a Banai út nevet viseli, majd elhagyja a települést.
Majdnem pontosan a 6. kilométerénél torkollik bele az M1-es autópálya lehajtója Budapest felől (10 423-as út) és átellenben onnan indul a Hegyeshalom felé vezető felhajtó ág (10 425-ös út); 6+300-as kilométerszelvényénél felüljárón áthalad a sztráda fölött, majd a 6+700-as kilométerszelvényénél, Nagyszentjános, Bőny Komárom-Esztergom vármegyéhez tartozó Ács hármashatáránál beletorkollik a Hegyeshalom felől érkező forgalom 10 424-es számú lehajtó és kiágazik a Budapestre tartó forgalom 10 426-os számú felhajtó ága. Innentől nagyjából egy kilométeren át az út Ács és Bőny határán húzódik, majd a 7+650-es kilométerszelvényénél egy újabb hármashatárt érint: onnantól Bőny és az ugyancsak Komárom-Esztergom vármegyéhez tartozó Bana határán húzódik, itt már egészen délnek fordulva.
A 8136-os útba betorkollva ér véget, nem sokkal annak a 34+600-as kilométerszelvénye előtt, változatlanul Bőny és Bana határán. Teljes hossza az országos közutak térképes nyilvántartását szolgáló kira.gov.hu adatbázisa szerint 10,165 kilométer.

## Települések az út mentén
- (Gönyű)
- Nagyszentjános
- Bőny
- Ács
- (Bana)